# Svatá Julie

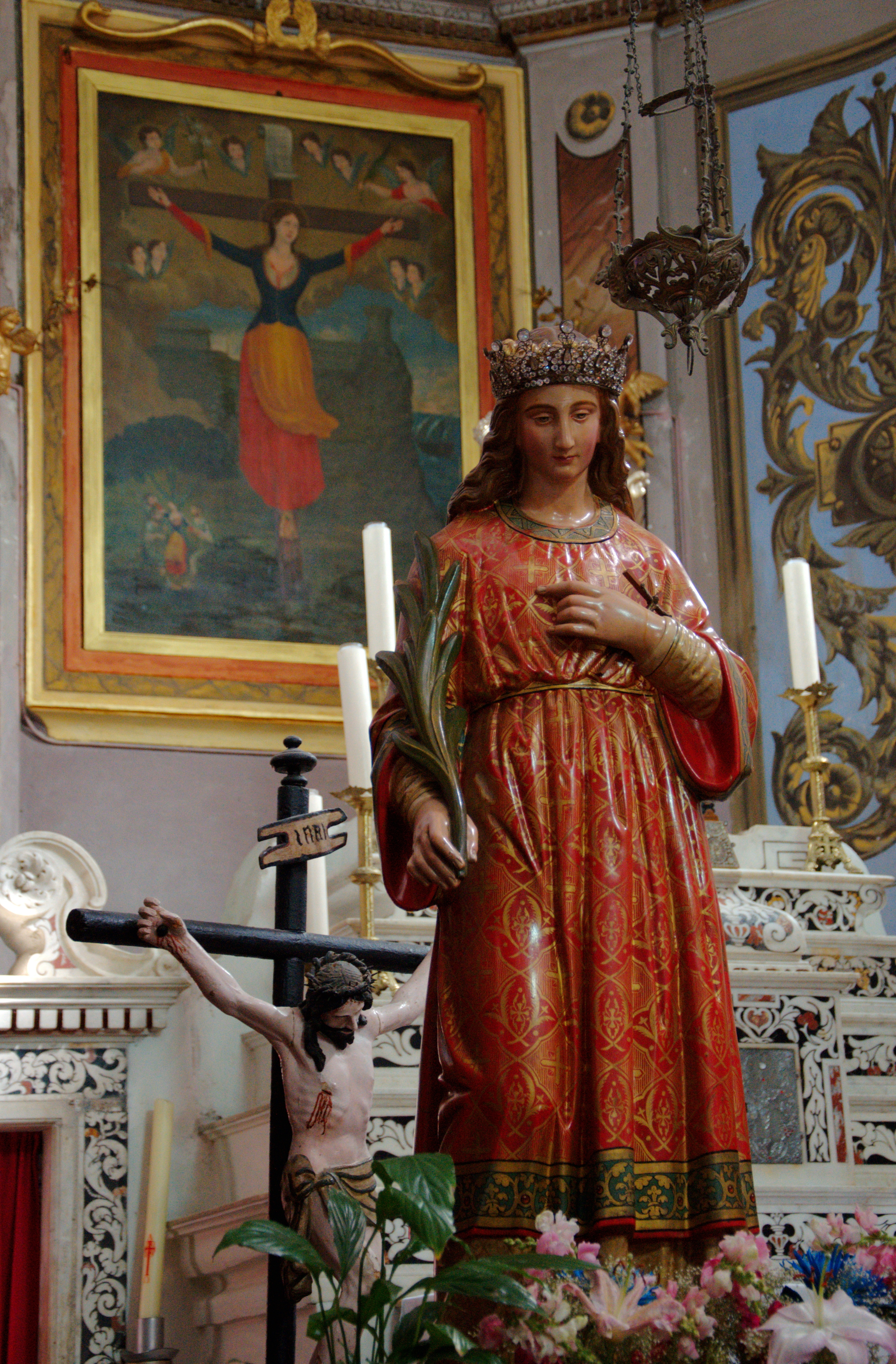
Soška svaté Julie v kostele na Korsice

Svatá Julie z Kartága je světice, která byla urozeného původu. Zemřela mučednickou smrtí na Korsice. Byla ponechána na kříži bez jídla a pití. Svátek má 10. prosince.
Narodila se pravděpodobně kolem roku 400, podle legendy pocházela z křesťanské rodiny z Kartága. Její pán, u něhož sloužila, byl pohan, ale ve víře jí nebránil. Její mučednická smrt je spojena s donucováním k účastem na pohanských obětech, když byla předtím unesena a prodána do otroctví.

## Patronát
Je patronkou ostrova Korsika a měst Brescia, Bergamo, Livorno.

## Atributy
Bývá zobrazována s křížem, s palmovou ratolestí nebo jako ukřižovaná.